# Ерлам (Ајова)
Ерлам (енгл. Earlham) град је у америчкој савезној држави Ајова. По попису становништва из 2010. у њему је живело 1.450 становника.

## Демографија
Према попису становништва из 2010. у граду је живело 1.450 становника, што је 152 (11,7%) становника више него 2000. године.
| Група             | 2000.         | 2010.         |
| Белци             | 1.283 (98,8%) | 1.414 (97,5%) |
| Афроамериканци    | 2 (0,2%)      | 2 (0,1%)      |
| Азијати           | 0 (0,0%)      | 7 (0,5%)      |
| Хиспаноамериканци | 8 (0,6%)      | 12 (0,8%)     |
| Укупно            | 1.298         | 1.450         |